# Pimpla impuncta
Pimpla impuncta là một loài tò vò trong họ Ichneumonidae.